# Rod Wallace
Rodney Seymour „Rod“ Wallace (* 2. Oktober 1969 in Greenwich, London) ist ein ehemaliger englischer Fußballspieler. Als flinker und trickreicher Stürmer entstammte er wie sein Zwillingsbruder Ray und der fast sechs Jahre ältere Bruder Danny der Jugendarbeit des FC Southampton. Seine größten Erfolge feierte er später mit Leeds United, als er 1992 die englische Meisterschaft und später mit dem schottischen Spitzenklub Glasgow Rangers jeweils zwei schottischen Meisterschaften (1999, 2000) und FA-Cup-Ausgaben (1999, 2000) sowie in der Saison 1999/2000 den schottischen Ligapokal gewann.

## Sportlicher Werdegang

### FC Southampton (1986–1991)
Gemeinsam mit seinem Zwillingsbruder Ray schloss sich Rod Wallace im Jahr 1986 dem FC Southampton als „Trainee“ an und landete damit bei dem Klub, der bereits den älteren Bruder Danny erfolgreich ausgebildet hatte. Gut zwei Jahre später standen am 22. Oktober 1988 alle drei gegen Sheffield Wednesday gemeinsam auf dem Platz, wodurch diese zum vermutlich ersten Brudertrio in der obersten englischen Fußballliga wurden, die gemeinsam für dieselbe Mannschaft antraten. Zunächst durchliefen die Zwillinge einen recht ähnlichen Karriereverlauf, aber nach einigen spektakulären Leistungen und elf Einsätzen für die englische U-21-Auswahl galten Rods Perspektiven als ungleich vielversprechender als die von Ray. Bis zum Ende der Saison 1990/91 schoss er für die „Saints“ 56 Pflichtspieltore und wechselte im Juni 1991 für 1,6 Millionen Pfund zum aufstrebenden Leeds United, das als Erstligaaufsteiger einen überraschend guten vierten Platz erreicht hatte.

### Leeds United (1991–1998)
Mit seiner Schnelligkeit, mit der er sich vor allem auf den ersten Metern beim Antritt Vorteile verschaffte, war „Hot Rod“ für das von Howard Wilkinson trainierte Team sofort eine Verstärkung. Er ergänzte den klassischen und mit hoher physischen Präsenz agierenden Torjäger und Mittelstürmer Lee Chapman in der Saison 1991/92 nahezu idealtypisch und steuerte elf eigene Treffer zum Gewinn der Meisterschaft bei. Damit spielte er sich auch in den Fokus der A-Nationalmannschaft, aber eine Verletzung verhinderte im September 1992 einen möglichen Einsatz gegen Spanien. Dazu kam eine sportliche Talfahrt des Klubs, die am Ende auf einem enttäuschenden 17. Platz endete und auch Wallaces Form litt. Dass Leeds United dann in der Saison 1993/94 wieder zurück in die Spur fand, lag nicht zuletzt daran, dass Wallace mit insgesamt 17 Ligatoren zu alter Stärke zurückfand. Dazu kam im April 1994 gegen Tottenham Hotspur das „Tor der Saison“, als er mit einem Alleingang von der Mittellinie zunächst drei Gegenspieler düpierte und vom Strafraumeck aus den Ball in den Winkel zirkelte.
Als Wallace in der Saison 1994/95 eine etwas zurückhängendere Position einnahm und dazu häufiger über die Außenbahn kam, wurden die Torerfolge rarer. Seine Form verschlechtere sich und erst nach der Verpflichtung von Anthony Yeboah harmonierte er mit diesem wieder etwas besser, was wiederum Trainer Wilkinson dazu veranlasste, eine Offerte des FC Southampton in Höhe von 1,5 Millionen Pfund abzulehnen. In der Folgezeit blieben aber seine Erfolgserlebnisse weiter aus und mit gerade einmal einem Ligator in der Spielzeit 1995/96 zeigte sich, dass er sich nun weniger für einen konstanten Torjäger denn als Flügelspieler eignete. Dazu kam neben Yeboah und Brian Deane weitere Konkurrenz im Angriff in Gestalt des schwedischen Nationalspielers Tomas Brolin sowie im Mai 1996 des walisischen Routiniers Ian Rush. Trotzdem schlugen die Beteiligten weitere Angebote aus Southampton aus. Auch der Trainerwechsel hin zu George Graham brachte zunächst wenig Besserung, wie die lediglich 22 Ligaeinsätze in der Saison 1996/97 unter Beweis stellten. Dennoch profitierte er mittelfristig wieder von der neuen sportlichen Leitung und mit seinem direkten Spiel sowie der Schnelligkeit bereitete er wieder zunehmend den gegnerischen Defensivformationen Probleme. Speziell in der anschließenden Spielzeit 1997/98 war Wallace, der mittlerweile der „dienstälteste“ Akteur im Kader von Leeds United war, im Zusammenspiel mit Jimmy Floyd Hasselbaink äußerst erfolgreich, wobei die zahlreichen Treffer bei Auswärtsspielen besonders auffällig waren. Wieder erstarkt entschloss er sich jedoch, den Vertrag nicht weiter zu verlängern und stattdessen ablösefrei im Juli 1998 zum schottischen Spitzenklub Glasgow Rangers zu wechseln.

### Glasgow Rangers (1998–2001)
Die Verpflichtung von Wallace blieb in Glasgow fast unbemerkt, da sich die Rangers unter dem neuen Trainer Dick Advocaat in einem radikalen Umbruch befanden und mit Arthur Numan, Andrei Kantschelskis sowie Giovanni van Bronckhorst weitere namhafte Neuzugänge zum Verein kamen. Dies änderte sich, als ihm in den ersten vier Ligaspielen Treffer gelangen und sich seine Schnelligkeit als sehr wertvoll erwies. Bis Weihnachten 1998 hatte Wallace 16 Tore geschossen und mit einem 3:0-Sieg beim Lokalrivalen Celtic sicherte sich sein Team am 2. Mai 1999 die schottische Meisterschaft – wenngleich die Partie für Wallace mit einer späten roten Karte einen etwas bitteren Beigeschmack hatte. Dafür „revanchierte“ er sich nur 27 Tage später, als er im Finale des schottischen FA Cups erneut Celtic gegenüberstand und für das Tor zum entscheidenden 1:0 sorgte. Zuvor hatte er bereits Ende November 1998 den Ligapokal mit den Rangers gewonnen.
Die sportliche Entwicklung verlief auch in seiner zweiten Saison 1999/2000 positiv und am Ende stand das zweite „Double“ aus schottischer Meisterschaft und FA Cup in Serie. Er bildete dabei gute Sturmpartnerschaften mit Michael Mols und Billy Dodds und schoss 20 Pflichtspieltore, wozu erneut ein entscheidendes Tor gegen Celtic im späten Saisonverlauf gehörte. Trotz dieser konstant guten Leistungen fand sich Wallace danach zusätzlicher Konkurrenz ausgesetzt, wozu besonders die zu Beginn der Spielzeit 2000/01 verpflichteten Kenny Miller, Ronald de Boer und Tore André Flo zählten. Nach nur einem Tor in den ersten fünf Ligaspielen der neuen Saison fand sich Wallace plötzlich auf der Ersatzbank wieder und kam speziell in der heimischen Liga bis März 2001 nur noch selten zum Zuge. Erst in den letzten acht Ligapartien traf er wieder viermal, aber letztlich blieb er mit den Rangers ohne Titel. Im September 2001 kehrte er daraufhin in die oberste englische Spielklasse zurück und heuerte ablösefrei beim Erstligaaufsteiger Bolton Wanderers an.

### Bolton Wanderers & FC Gillingham (2001–2004)
Bereits sechs Minuten nach der ersten Einwechslung gegen die Blackburn Rovers (1:1) trat Wallace zum ersten Mal für seinen neuen Klub, aber obwohl Wallace das Team von Sam Allardyce erfolgreich im Klassenerhaltskampf unterstützte, entschloss er sich, das neue Vertragsangebot für ein weiteres Jahr abzulehnen und stattdessen einen Kontrakt über zwei Jahre beim Zweitligisten FC Gillingham zu unterzeichnen.
Aufgrund von Leistenproblemen kam Wallace erst Ende September 2002 bei den „Gills“ regelmäßig zum Einsatz, aber mit elf Ligatoren aus gerade einmal 22 Partien zeigte er sich fortan wieder sehr treffsicher, wozu eine Serie von sieben Toren in acht Spielen zählte. In seiner letzten Profisaison 2003/04 mehrten sich die Verletzungsprobleme. Wallace fand nur noch selten zu seiner Form, schoss lediglich ein Pflichtspieltor und beendete danach seine aktive Laufbahn.

## Titel/Auszeichnungen
- Englische Meisterschaft (1): 1992
- Charity Shield (1): 1992
- Schottische Meisterschaft (2): 1999, 2000
- Schottischer Pokal (2): 1999, 2000
- Schottischer Ligapokal (1): 1999[11]